# Кара-Коо

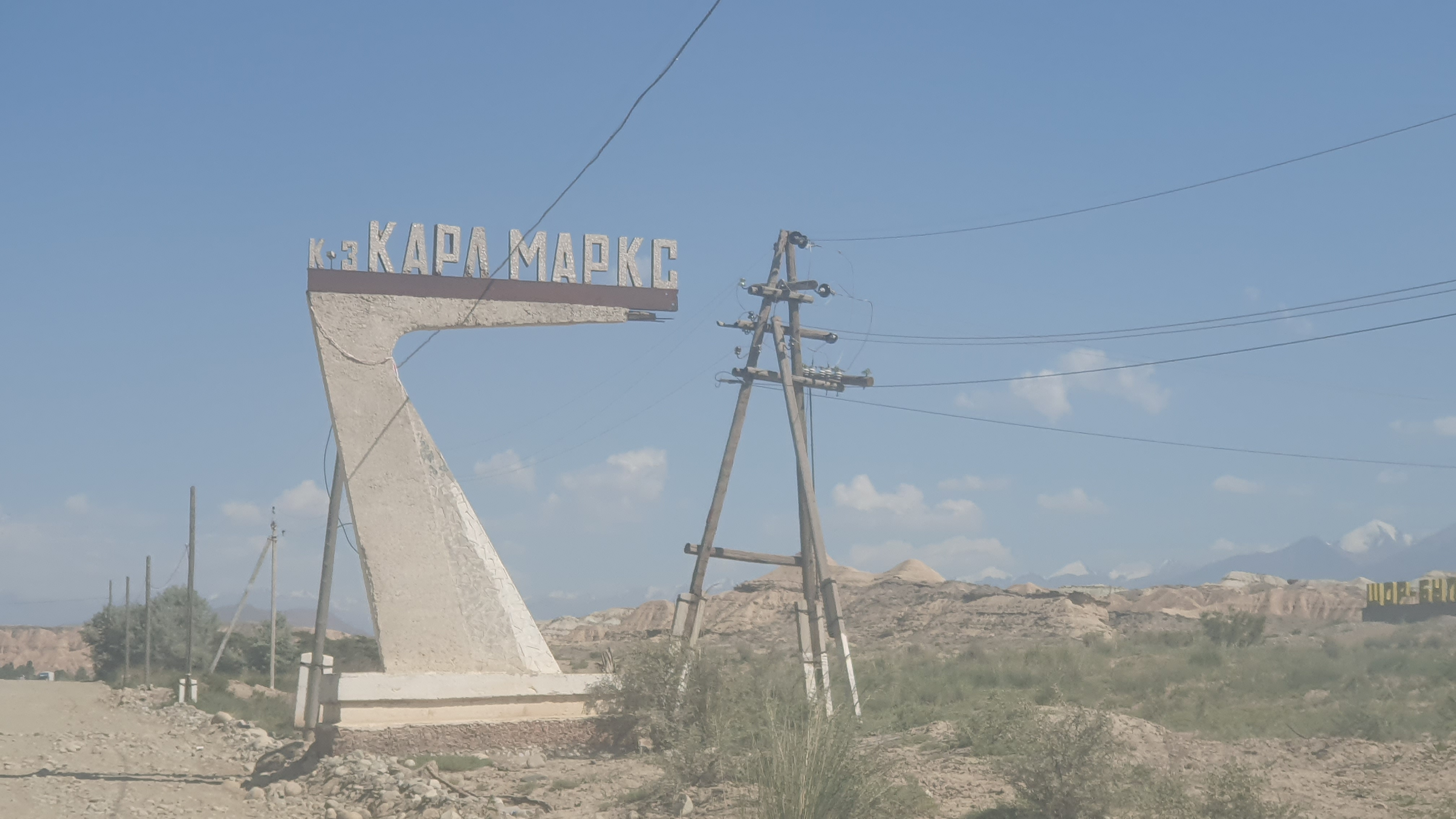
Прежнее название села — Карл Маркс.

Кара-Коо (кирг. Кара-Коо) — село в Тонском районе Иссык-Кульской области Кыргызстана. Административный центр Ак-Терекского аильного округа. Код СОАТЕ — 41702 220 805 01 0.

## Население
По данным переписи 2009 года, в селе проживало 3384 человека.